# Червоненкис, Алексей Яковлевич
Алексе́й Я́ковлевич Червоне́нкис (7 сентября 1938 — 22 сентября 2014) — советский и российский учёный в области информатики, кандидат физико-математических наук, ведущий сотрудник Института проблем управления имени Трапезникова, профессор колледжа Royal Holloway Лондонского университета (англ. Royal Holloway).

## Биография
Родился в семье учёного в области передачи электроэнергии и электроснабжения городов Якова Михайловича Червоненкиса (1914—1970), автора монографий «Передача небольших и средних мощностей постоянным током на дальние расстояния» (1957) и «Определение коэффициентов мощности для расчётов городской электрической сети» (1968). Внук депутата 1-й Государственной думы, земского врача Мейлаха Рахмилевича Червоненкиса.
Вместе с Владимиром Вапником работал в лаборатории Александра Лернера, под руководством которого защитил кандидатскую диссертацию.
Внёс значительный вклад в теорию машинного обучения разработкой совместно с Владимиром Вапником статистической теории восстановления зависимостей по эмпирическим данным (теории Вапника — Червоненкиса), включающей, в том числе, такие концепции, как VC-размерность и VC-энтропия. За участие в разработке системы оптимального автоматического оконтуривания руд по данным эксплуатационной разведки удостоен Государственной премии СССР (1987).
В сентябре 2014 года во время прогулки в Лосином Острове заблудился и умер от переохлаждения.
В сентябре 2015 года специальный выпуск Journal of Machine Learning Research был посвящён памяти Червоненкиса.
Суперкомпьютер Яндекса «Червоненкис», ставший в списке Top500 от ноября 2021 года самым мощным суперкомпьютером в России и Восточной Европе (19 место, производительность 21,53 петафлопса), назван в честь Алексея Яковлевича.

## Семья
- Жена — Виктория Шарифовна Червоненкис.
  - Сын — Михаил Алексеевич Червоненкис (род. 1966), специалист в области информатики;
  - Сын — Пётр Алексеевич Червоненкис (род. 1975);
  - Сын — Валентин Алексеевич Червоненкис (род. 1980).
- Брат — Андрей Яковлевич Червоненкис (род. 1941), физик.
  - Племянник — Арсений Андреевич Червоненкис (род. 1972), кандидат химических наук (2000).